# Walter Massop
Walter Bruno Massop (ur. 10 października 1907 w Hamburgu, zm. 10 września 1979 w Amsterdamie) – holenderski zapaśnik walczący w stylu klasycznym. Olimpijczyk z Amsterdamu 1928, gdzie zajął szóste miejsce w wadze lekkiej.
Zdobył brązowy medal na mistrzostwach Europy w 1937 roku.

## Turniej wAmsterdamie 1928
| Konkurencja            | Walki                          | Walki                  | Walki                   | Walki                  | Walki                     | Klas. końcowa |
| Konkurencja            | Przeciwnik I                   | Przeciwnik II          | Przeciwnik III          | Przeciwnik IV          | Przeciwnik V              | Miejsce       |
| ---------------------- | ------------------------------ | ---------------------- | ----------------------- | ---------------------- | ------------------------- | ------------- |
| 67,5 kg styl klasyczny | Miroslav Metzner-Fritz (YUG) Z | Adolphe Dumont (LUX) Z | Lajos Keresztes (HUN) P | Frits Janssens (BEL) Z | Edvard Westerlund (FIN) P | 6.            |